# تیم ملی بسکتبال مردان نیکاراگوئه
تیم ملی بسکتبال نیکاراگوئه نماینده نیکاراگوئه در مسابقات بین‌المللی است.